# 엑스트레마두라 UD B
엑스트레마두라 UD B(스페인어: Extremadura Unión Deportiva, S.A.D. "B")는 스페인 엑스트레마두라주를 연고로 하는 축구단이다. 1986년에 아틀레티코 산호세 프로메사스(Atlético San José Promesas)라는 명칭으로 창단되었으며, 2016년 6월 21일부터 엑스트레마두라 UD의 2군팀으로 활동하게 되었다.